# Bistum der Verklärung von Nowosibirsk
Das Bistum der Verklärung von Nowosibirsk (lateinisch Dioecesis Neosibiriana Transfigurationis, russisch Преображенская епархия в Новосибирске) ist eine Diözese der römisch-katholischen Kirche in Russland mit Sitz in Nowosibirsk.

## Geschichte
Das Bistum wurde am 13. April 1991 durch Papst Johannes Paul II. als Apostolische Administratur von Sibirien gegründet. Am 18. Mai 1999 erfolgte die Trennung in die Apostolischen Administraturen von Ostsibirien (Siberia Orientalis) und Westsibirien (Siberia Occidentalis). Am 11. Februar 2002 wurde die Apostolische Administratur von Westsibirien mit der Apostolischen Konstitution Meridionalem Russiae zum Bistum der Verklärung von Nowosibirsk erhoben. Es ist dem Erzbistum Moskau als Suffragandiözese unterstellt. Der Name bezieht sich auf die Verklärung Christi.

## Ordinarien

### Apostolischer Administratoren
1. Joseph Werth SJ, ab dem 13. April 1991
2. Jerzy Mazur SVD, vom 23. März 1998 bis 18. Mai 1999
3. Joseph Werth SJ, zweite Amtszeit, seit dem 18. Mai 1999

### Bischöfe
1. Joseph Werth SJ,  seit dem 11. Februar 2002

## Dekanate und Pfarreien
Das Bistum ist in sechs Dekanate mit etwa 70 Pfarreien gegliedert:
- Zentraldekanat
  - Oblast Nowosibirsk: Nowosibirsk (drei Pfarreien), Berdsk, Kuibyschew, Polowinnoje, Krasnosjorskoje
- Dekanat Ural
  - Oblast Swerdlowsk: Jekaterinburg, Nischni Tagil, Sewerouralsk, Krasnoturjinsk
  - Oblast Tscheljabinsk: Tscheljabinsk, Kopeisk (griechisch-katholische Gemeinde)
- Westsibirisches Dekanat
  - Oblast Tjumen: Tjumen, Omutinskoje, Ischim, Tobolsk
  - Autonomer Kreis der Chanten und Mansen/Jugra: Surgut (zwei Pfarreien, darunter eine griechisch-katholische Gemeinde), Nischnewartowsk
  - Autonomer Kreis der Jamal-Nenzen (keine Pfarreien)
  - Oblast Kurgan: Kurgan
- Dekanat Omsk
  - Oblast Omsk: Omsk (drei Pfarreien, darunter eine griechisch-katholische Gemeinde), Sargatskoje (zwei Pfarreien, darunter eine griechisch-katholische Gemeinde)
- Ostdekanat
  - Oblast Tomsk: Tomsk
  - Oblast Kemerowo: Kemerowo, Jurga, Prokopjewsk (zwei Pfarreien, darunter eine griechisch-katholische Gemeinde), Nowokusnezk (zwei Pfarreien, darunter eine griechisch-katholische Gemeinde)
- Dekanat Altai
  - Region Altai: Barnaul, Nowoaltaisk, Bijsk, Talmenka, Slawgorod, Schumanowka
  - Republik Altai (keine Pfarreien)